# E-Governance
Elektronische Verwaltung oder E-Governance ist der Einsatz vonInformationstechnologie zur Bereitstellung von  Verwaltungsdienstleistungen, zumInformationsaustausch, zur Kommunikation und zur Integration verschiedener eigenständiger Systeme zwischen Regierung und Bürgern (G2C), Regierung und Unternehmen (G2B), Regierung und Regierung (G2G), Regierung und Mitarbeitern (G2E) sowie für Backoffice-Prozesse und Interaktionen innerhalb des gesamten Verwaltungsrahmens. Durch IT können Bürger über E-Governance auf staatliche Dienstleistungen zugreifen. Die Regierung, die Bürger und Unternehmen/Interessengruppen sind die drei primären Zielgruppen, die in Governance-Konzepten identifiziert werden können.

## Regierung zu Bürger
Das Ziel der E-Governance im Bereich Regierung zu Bürger (G2C) besteht darin, den Bürgern auf effiziente und wirtschaftliche Weise eine Vielzahl von IKT-Diensten anzubieten und die Beziehung zwischen Regierung und Bürgern mithilfe von Technologie zu stärken.
Es gibt verschiedene Methoden der G2C-E-Governance. Die bidirektionale Kommunikation ermöglicht es den Bürgern, direkt mit öffentlichen Verwaltungen zu kommunizieren, elektronische Fernabstimmungen (elektronische Wahlen) durchzuführen und sofortige Meinungsumfragen durchzuführen. Dies sind Beispiele für E-Partizipation. Weitere Beispiele sind die Zahlung von Steuern und Dienstleistungen, die online oder per Telefon abgewickelt werden können. Alltägliche Dienstleistungen wie Namens- oder Adressänderungen, die Beantragung von Dienstleistungen oder Zuschüssen oder die Übertragung bestehender Dienstleistungen sind bequemer und müssen nicht mehr persönlich erledigt werden.